# Werbeposttest
Mit einem Werbeposttest wird die Wirkung eines Werbemittels festgestellt.

## Methoden
Zur Messung der Gedächtniswirkung von Werbemitteln werden genutzt:

### Recognition-Test (Wiedererkennung)
Ein Recognition-Test untersucht und analysiert den Grad der Wiedererkennung, z. B. bestimmter Anzeigen innerhalb einer Zeitschrift oder eines Werbespots nach mehrmaliger Ausstrahlung.

### Recall-Test (Erinnerung)
Der Recall-Test nutzt zwei Verfahren, um zu testen, ob sich die Personen an bestimmte Werbebotschaften erinnern. Es werden der so genannte unaided recall und der aided recall genutzt.

#### Unaided Recall
Keine Bereitstellung von Erinnerungshilfen, d. h. die Zielperson soll Details einer Anzeige beschreiben
- ungestützte Markenbekanntheit, eine Marke ist auch ohne Vorlagen einer Liste von Markennamen bekannt
- Marke gehört zum aktiven Marken-Wortschatz

#### Aided Recall
Mit Gedächtnisstützen (z. B. Markennamen-Liste) soll die Erinnerung angeregt werden.
- gestützte Markenbekanntheit, eine Marke wird aufgrund einer vorgelegten Liste von Markennamen erkannt, sie bezeichnet die gestützte Erinnerung. Hierbei wird mit Hilfe von Gedächtnisstützen (z. B. Abbildungen, Fotos etc.) ermittelt, inwieweit sich der Befragte an ein Werbemittel erinnern kann.
- Die Marke gehört zum passiven Marken-Wortschatz einer Person
- Das Versagen, die Marke trotz Hilfestellung zu benennen, unterstreicht die geringe Relevanz, die die Marke für den Kunden bisher erreicht hat.